# 法明頓福爾斯 (緬因州)
法明頓福爾斯（英語：Farmington Falls）是位於美國緬因州富蘭克林縣的一個非建制地區。

## 地理
法明頓福爾斯所處的海拔為高於海平面105米（即344英呎），而該地所採用的時區為UTC-5，即北美东部時區（EST）。同時該地設有夏令時間，為UTC-5調快一小時，即UTC-4（EDT）。